# Azay-le-Ferron
Azay-le-Ferron är en kommun i departementet Indre i regionen Centre-Val de Loire i de centrala delarna av Frankrike. Kommunen ligger i kantonen Mézières-en-Brenne som tillhör arrondissementet Le Blanc. År 2022 hade Azay-le-Ferron 835 invånare.

## Befolkningsutveckling
Antalet invånare i kommunen Azay-le-Ferron
Referens:INSEE